# Gordon Carpenter
Gordon C. Carpenter (Ash Flat, Arkansas, 24 de septiembre de 1919 - Lakewood, Colorado, 8 de marzo de 1988) fue un jugador de baloncesto estadounidense. Con 2,01 metros de estatura, su puesto natural en la cancha era el de ala-pívot. Fue campeón olímpico con Estados Unidos en los Juegos Olímpicos de Londres 1948 siendo jugador, y como entrenador obtuvo la medalla de plata en el primer mundial de baloncesto, el de Argentina  en 1950.